# Jan Jongbloed
Jan Jongbloed (Amszterdam, 1940. november 25. – 2023. augusztus 30.) 24-szeres holland válogatott, kétszeres világbajnoki ezüstérmes labdarúgó, kapus.

## Pályafutása

### Klubcsapatban
1959 és 1986 között négy csapatban szerepelt a holland első osztályú bajnokságban és 707 mérkőzésen lépett pályára, ami holland csúcs.

### A válogatottban
1962 és 1978 között 24 alkalommal szerepelt a holland válogatottban. Két világbajnokságon vett részt (1974, 1978). Mindkét alkalommal tagja volt az ezüstérmes csapatnak. 1976-ban a jugoszláviai Európa-bajnokságon bronzérmet szerzett a holland válogatottal.

## Sikerei, díjai
- Világbajnokság
  - ezüstérmes: 1974, 1978
- Európa-bajnokság
  - bronzérmes: 1976

DWS Amsterdam
- Holland bajnokság
  - bajnok: 1963–64

## Statisztika

### Mérkőzései a holland válogatottban
| Hollandia | Hollandia            | Hollandia                                  | Hollandia      | Hollandia | Hollandia   | Hollandia     | Hollandia | Hollandia |
| #         | Dátum                | Helyszín                                   | Hazai          | Eredmény  | Vendég      | Kiírás        | Gólok     | Esemény   |
| --------- | -------------------- | ------------------------------------------ | -------------- | --------- | ----------- | ------------- | --------- | --------- |
| 1.        | 1962. szeptember 26. | Koppenhága, Idrætsparken Stadion           | Dánia          | 4 – 1     | Hollandia   | barátságos    | -         | 85'       |
| 2.        | 1974. május 26.      | Amszterdam, Olimpiai Stadion               | Hollandia      | 4 – 1     | Argentína   | barátságos    | -         |           |
| 3.        | 1974. június 15.     | Hannover, Niedersachsenstadion (FRG)       | Uruguay        | 0 – 2     | Hollandia   | vb-csoportkör | -         |           |
| 4.        | 1974. június 19.     | Dortmund, Westfalenstadion (FRG)           | Hollandia      | 0 – 0     | Svédország  | vb-csoportkör | -         |           |
| 5.        | 1974. június 23.     | Dortmund, Westfalenstadion (FRG)           | Bulgária       | 1 – 4     | Hollandia   | vb-csoportkör | -         |           |
| 6.        | 1974. június 26.     | Gelsenkirchen, Parkstadion (FRG)           | Argentína      | 0 – 4     | Hollandia   | vb-középdöntő | -         |           |
| 7.        | 1974. június 30.     | Gelsenkirchen, Parkstadion (FRG)           | NDK            | 0 – 2     | Hollandia   | vb-középdöntő | -         |           |
| 8.        | 1974. július 3.      | Dortmund, Westfalenstadion (FRG)           | Brazília       | 0 – 2     | Hollandia   | vb-középdöntő | -         |           |
| 9.        | 1974. július 7.      | München, Olimpiai Stadion                  | NSZK           | 2 – 1     | Hollandia   | vb-döntő      | -         |           |
| 10.       | 1974. szeptember 4.  | Stockholm, Råsunda Stadion                 | Svédország     | 1 – 5     | Hollandia   | barátságos    | -         |           |
| 11.       | 1974. szeptember 25. | Helsinki, Olimpiai Stadion                 | Finnország     | 1 – 3     | Hollandia   | Eb-selejtező  | -         |           |
| 12.       | 1974. október 9.     | Rotterdam, Feijenoord Stadion              | Hollandia      | 1 – 0     | Svájc       | barátságos    | -         |           |
| 13.       | 1974. november 20.   | Rotterdam, Feijenoord Stadion              | Hollandia      | 3 – 1     | Olaszország | Eb-selejtező  | -         |           |
| 14.       | 1975. május 31.      | Belgrád, JNA Stadion                       | Jugoszlávia    | 3 – 0     | Hollandia   | barátságos    | -         |           |
| 15.       | 1977. október 5.     | Rotterdam, Feijenoord Stadion              | Hollandia      | 0 – 0     | Szovjetunió | barátságos    | -         |           |
| 16.       | 1977. október 12.    | Belfast, Windsor Park                      | Észak-Írország | 0 – 1     | Hollandia   | vb-selejtező  | -         |           |
| 17.       | 1977. október 26.    | Amszterdam, Olimpiai Stadion               | Hollandia      | 1 – 0     | Belgium     | vb-selejtező  | -         |           |
| 18.       | 1978. április 5.     | Tunisz, Stade El Menzah                    | Tunézia        | 0 – 4     | Hollandia   | barátságos    | -         |           |
| 19.       | 1978. május 20.      | Bécs, Práter Stadion                       | Ausztria       | 0 – 1     | Hollandia   | barátságos    | -         |           |
| 20.       | 1978. június 3.      | Mendoza, Estadio Malvinas Argentinas (ARG) | Irán           | 0 – 3     | Hollandia   | vb-csoportkör | -         |           |
| 21.       | 1978. június 7.      | Mendoza, Estadio Malvinas Argentinas (ARG) | Peru           | 0 – 0     | Hollandia   | vb-csoportkör | -         |           |
| 22.       | 1978. június 11.     | Mendoza, Estadio Malvinas Argentinas (ARG) | Hollandia      | 2 – 3     | Skócia      | vb-csoportkör | -         |           |
| 23.       | 1978. június 21.     | Buenos Aires, Estadio Monumental (ARG)     | Olaszország    | 1 – 2     | Hollandia   | vb-középdöntő | -         | 21'       |
| 24.       | 1978. június 25.     | Buenos Aires, Estadio Monumental           | Argentína      | 3 – 1     | Hollandia   | vb-döntő      | -         |           |
|           | Összesen             |                                            |                | 24        | mérkőzés    |               | 0         | gól       |